# Rue Dangeau
Pour les articles homonymes, voir Dangeau (homonymie).
La rue Dangeau est une voie du 16e arrondissement de Paris, en France.

## Situation et accès
La rue Dangeau est une voie publique située dans le 16e arrondissement de Paris. Longue de 90 mètres, elle commence au 79, avenue Mozart et finit au 42, rue Ribera.
Le quartier est desservi par la ligne 9 à la station Jasmin.

## Origine du nom

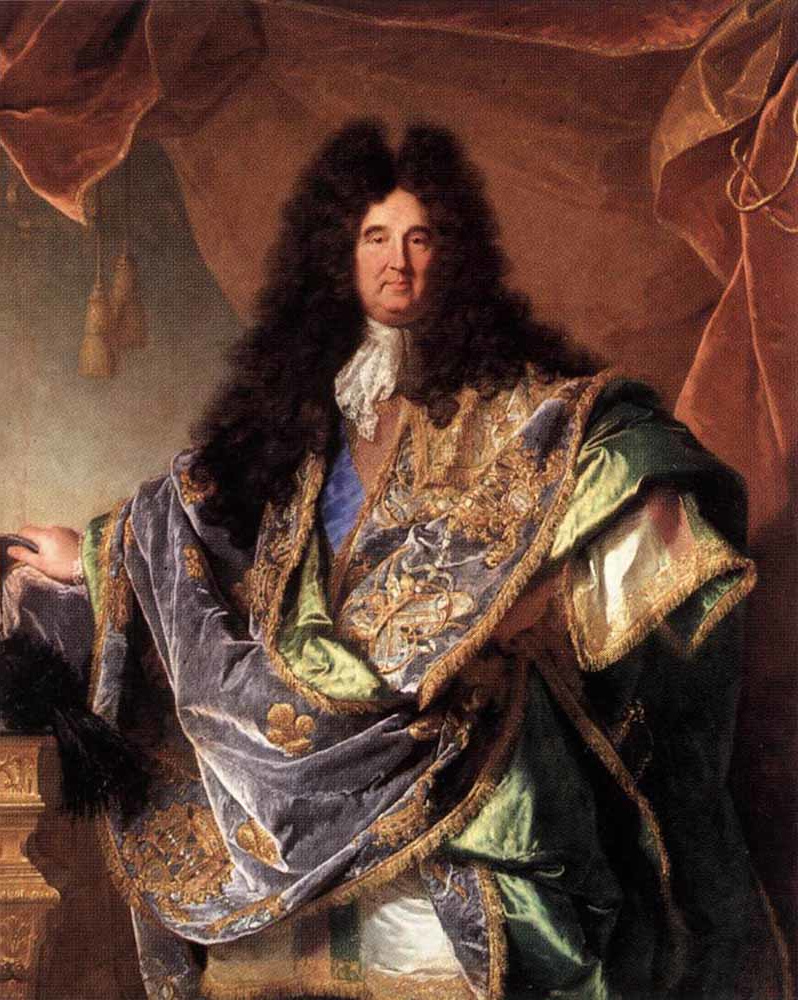
Philippe de Courcillon.

Elle est nommée en l’honneur du diplomate et mémorialiste français Philippe de Courcillon, marquis de Dangeau (1638-1720).

## Historique

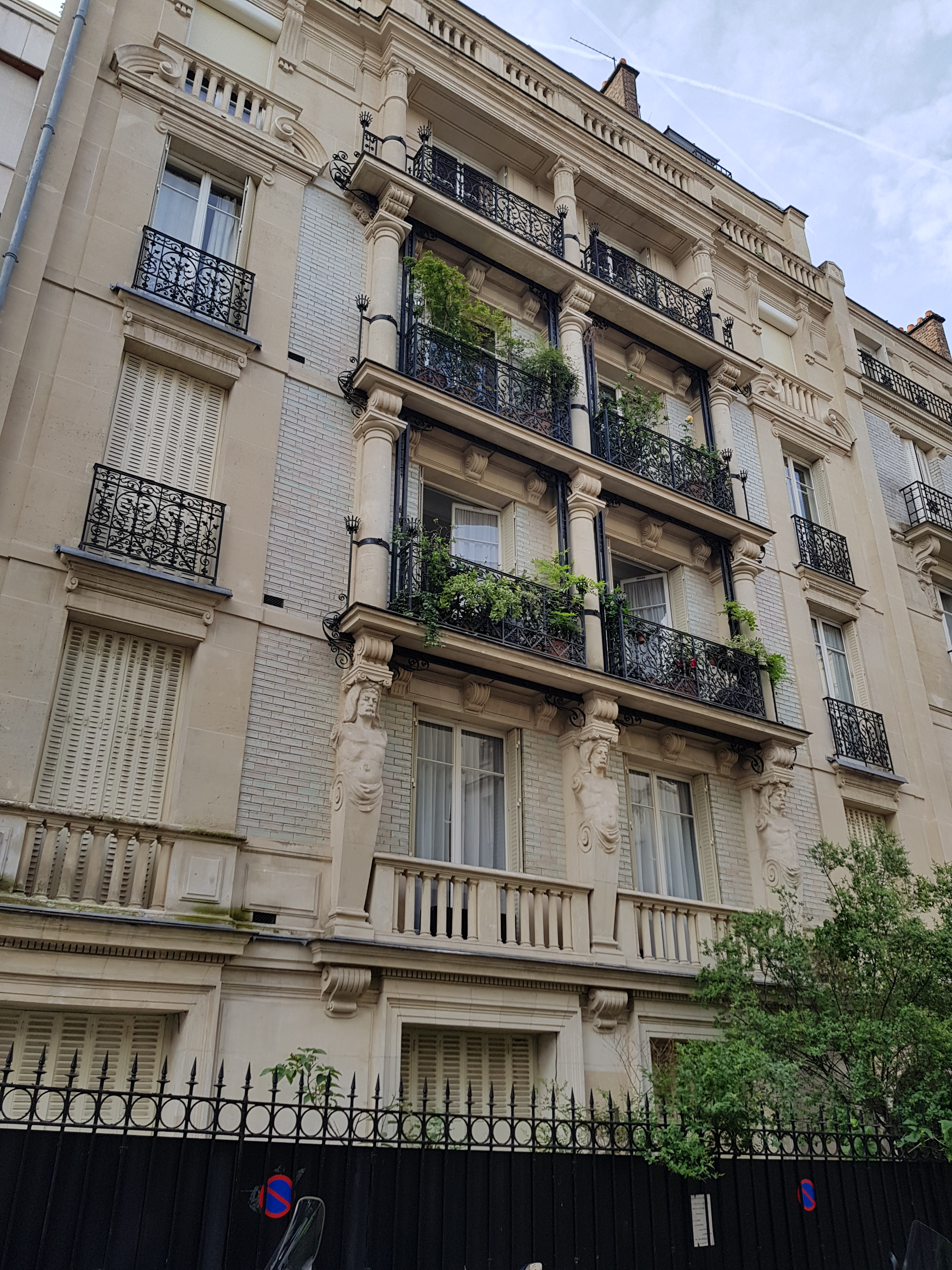
No 5.

Cette voie sinueuse tracée sur le plan cadastral de l'ancienne commune d'Auteuil dressé en 1823, et alors dénommée « sente de la Petite-Fontaine » et « rue de la Petite-Fontaine », s'étendait autrefois entre les rues de la Source et de la Cure. Elle est classée dans la voirie parisienne par un décret du 23 mai 1863 avant de prendre sa dénomination actuelle par un autre décret du 24 août 1864,.
Un premier tronçon, compris entre la rue de la Source et l'avenue Mozart, est devenu la rue Chamfort.
Un deuxième, qui reliait la rue Chamfort à la rue Dangeau actuelle, est supprimé lors du percement de l'avenue Mozart.
Un dernier tronçon, qui était compris entre l'avenue Mozart et la rue de la Cure, est supprimé par décret du 14 mai 1883.

## Bâtiments remarquables et lieux de mémoire
- No 4 : le Club sportif des sourds-muets de Paris se trouvait à cette adresse en 1948[3].
- No 5 : immeuble de logements de 6 étages construit en 1895 à l'angle de la rue Ribera par l'architecte Jean-Marie Boussard[4]. On peut observer au premier étage la présence de trois atlantes, dépourvus de bras, supportant le balcon de l'étage supérieur.

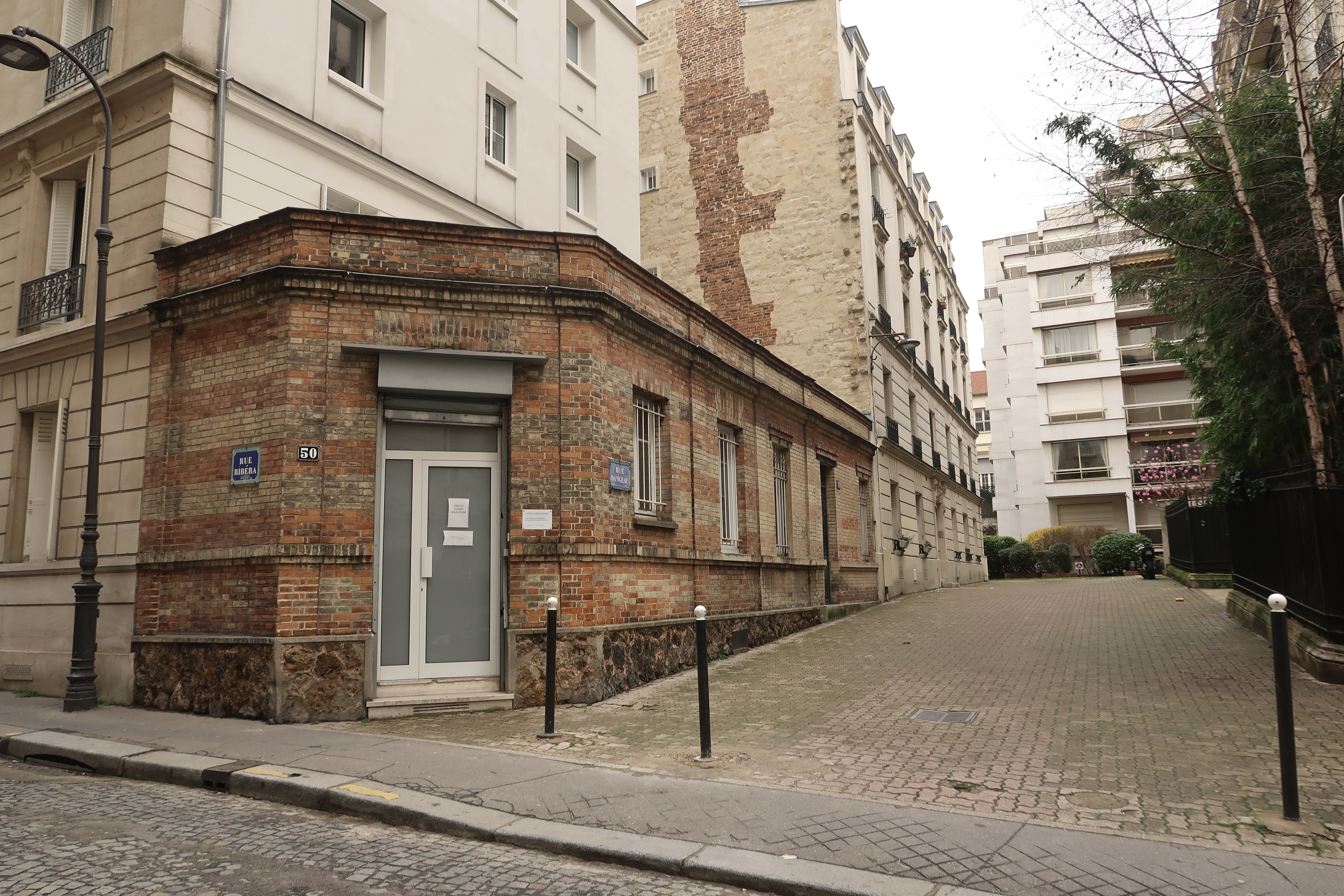
Vue de la rue Ribera.